# Coppa Italia di Serie A2 (pallacanestro femminile)
La Coppa Italia di Serie A2 (chiamata anche Coppa di LegA) è un trofeo di pallacanestro femminile, che si disputa annualmente in Italia alla fine del girone di andata tra le migliori squadre della Serie A2. È organizzato dalla Lega Basket Femminile.

## Formula
Le prime cinque edizioni si sono disputate secondo la formula della Final Four: le migliori quattro si affrontano in un torneo con semifinali e finali in gara unica disputato in campo neutro.
L'edizione 2007-2008 si è svolta in più fasi. Alla fase eliminatoria hanno preso parte tutte le società di Serie A2, divise in otto gironi all'italiana con partite di sola andata. Le prime classificate di ogni girone si sono incontrate nel secondo turno, con partite di andata e ritorno. Nel terzo turno, disputatosi al PalaRossini di Ancona il 19 e 20 marzo, si sono incontrate le quattro semifinaliste in partita unica e infine si sono svolte le finali.
Nel 2012-2013 si è disputata ancora la Final Four tra le vincitrici della stagione regolare e le seconde classificate dei due gironi.
Dal 2008, il premio per la Most Valuable Player della competizione è intitolato a Paola Mazzali.
Dal 2017 si è disputata la Final Eight tra le prime quattro classificate al termine del girone di andata di A2.

## Albo d'oro

### Coppa di Lega di Serie A2
| Anno      | Sede Finale | Vincitrice         | Finalista | MVP | Note  |
| 1993-1994 | Capri       | Porto Sant'Elpidio | Pavia     |     | [ 7 ] |

### Coppa Italia di Serie A2
| Anno | Sede Finale           | Vincitrice                      | Finalista                    | MVP                      | Note   |
| 1998 | Varese                | Si Viaggi Varese                | Stelle Marine Roma           | -                        | [ 8 ]  |
| 1999 | Bolzano               | Happidea Albino                 | Porto San Rocco Muggia       | -                        | [ 8 ]  |
| 2000 | Termini Imerese       | Pasqualini Rovereto             | Vini Corvo Termini Imerese   | -                        | [ 8 ]  |
| 2001 | Rovereto              | Risto 3 Rovereto                | Global by Flight Taranto     | -                        | [ 8 ]  |
| 2002 | Napoli                | Phard Napoli                    | Scortrans Vicenza            | -                        | [ 8 ]  |
| 2003 | Cagliari              | Phard Napoli                    | Eismann Caserta              | Manuela Zanon            | [ 12 ] |
| 2004 | Cosenza               | Profexional Bolzano             | Dodaro Rende                 | Serena Stanzani          | [ 13 ] |
| 2005 | Cavezzo               | Ferraricasa Vicenza             | Acetum Cavezzo               | -                        | [ 16 ] |
| 2006 | Chieti                | Caffè Mokambo Chieti            | New Wash Montichiari         | -                        | [ 18 ] |
| 2007 | Jesolo                | Sernavimar Marghera             | Ducato Siena                 | Eleonora Laffi           | [ 19 ] |
| 2008 | Ancona                | Castellani Pontedera            | Sma Ancona                   | Giovanna Granieri        | [ 20 ] |
| 2009 | Chieti                | Castellani Pontedera            | Sernavimar Marghera          | -                        | [ 21 ] |
| 2010 | Cagliari              | Libertas Meccanica Nova Bologna | Virtus Basket Spezia         | Eleonora Costi           | [ 22 ] |
| 2011 | Chieti                | TermoCarispe La Spezia          | CUS Chieti                   | Valentina Costa          | [ 23 ] |
| 2012 | Bologna               | Libertas Meccanica Nova Bologna | Sogeit La Spezia             | Federica Nannucci        | [ 24 ] |
| 2013 | San Martino di Lupari | Umana Reyer Venezia             | Passalacqua Ragusa           | Giovanna Pertile         | [ 25 ] |
| 2014 | Napoli                | Saces Mapei Napoli              | Vassalli 2G Vigarano         | Giulia Maffenini         | [ 27 ] |
| 2015 | Rimini Fiera          | Geas Sesto San Giovanni         | Bonfiglioli Ferrara Basket   | Federica Tognalini       | [ 28 ] |
| 2016 | Broni                 | OMC Cignoli Broni               | Carispezia La Spezia         | Agnese Soli              | [ 29 ] |
| 2017 | Costa Masnaga         | B&P Autoricambi Costa Masnaga   | Matteiplast Bologna          | Valentina Baldelli       | [ 30 ] |
| 2018 | Alessandria           | Tec-Mar Crema                   | Matteiplast Bologna          | Kristina Benić           | [ 31 ] |
| 2019 | Campobasso            | Parking Graf Crema              | Akronos Moncalieri           | Francesca Melchiori      | [ 32 ] |
| 2020 | Moncalieri            | Parking Graf Crema              | Alpo Basket '99              | Francesca Melchiori      | [ 33 ] |
| 2021 | Brescia               | Parking Graf Crema              | Delser Udine                 | Alice Nori               | [ 35 ] |
| 2022 | Udine                 | Parking Graf Crema              | Brixia                       | Francesca Melchiori      | [ 36 ] |
| 2023 | Battipaglia           | Castelnuovo Scrivia             | Pall. Sanga Milano           | Valentina Bonasia        | [ 37 ] |
| 2024 | Roseto degli Abruzzi  | W.APU Delser Crich Udine        | Autosped BCC Derthona Basket | Lydie Kintala Katshitshi | [ 38 ] |
| 2025 | Roseto degli Abruzzi  | USE Rosa Scotti Empoli          | CLV-Limonta Costa Masnaga    | Giulia Ianezic           | [ 39 ] |

## Vittorie per squadre
| Vittorie | Squadra                         | Anni                         |
| -------- | ------------------------------- | ---------------------------- |
| 5        | Basket Team Crema               | 2018, 2019, 2020, 2021, 2022 |
| 2        | Rovereto Basket                 | 2000, 2001                   |
| 2        | Napoli Basket Vomero            | 2002, 2003                   |
| 2        | Juventus Basket Pontedera       | 2008, 2009                   |
| 2        | Libertas Basket Bologna         | 2010, 2012                   |
| 1        | Varese                          | 1998                         |
| 1        | Albino                          | 1999                         |
| 1        | Basket Club Bolzano             | 2004                         |
| 1        | A.S. Vicenza                    | 2005                         |
| 1        | Pallacanestro CUS Chieti        | 2006                         |
| 1        | Giants Basket Marghera          | 2007                         |
| 1        | Cestistica Spezzina             | 2011                         |
| 1        | Reyer Venezia Mestre            | 2013                         |
| 1        | Dike Basket Napoli              | 2014                         |
| 1        | GEAS Basket                     | 2015                         |
| 1        | Pallacanestro Broni 93          | 2016                         |
| 1        | Basket Costa                    | 2017                         |
| 1        | Basket Club Castelnuovo Scrivia | 2023                         |
| 1        | Libertas Sporting Basket School | 2024                         |
| 1        | USE Basket Femminile Empoli     | 2025                         |